# Astragalus davisii
Astragalus davisii es una especie de planta del género Astragalus, de la familia de las leguminosas, orden Fabales.

## Distribución
Astragalus davisii se distribuye por Turquía.

## Taxonomía
Fue descrita científicamente por Chamberlain & Matthews. Fue publicada en Notes Roy. Bot. Gard. Edinburgh 29: 308 (1969).